# Ръск (окръг, Тексас)
Окръг Ръск (на английски: Rusk County) е окръг в щата Тексас, Съединени американски щати. Площта му е 2432 km², а населението - 47 372 души (2000). Административен център е град Хендерсън.